# Dragonrealm
Dragonrealm je série fantasy knih od amerického spisovatele Richarda A. Knaaka. Jedná se o dvě řady celkem deseti knih a několik samostatných povídek pojednávajících o historii světa zvaného "Dračí říše".

## Seznam knih
V seznamu je uveden název, datum vydání a ISBN číslo originálu, v závorce pak název a rok vydání v ČR.
- Firedrake (1989), ISBN 0-445-20940-2 (Ohnivý drak, 2004)
- Ice Dragon (1989), ISBN 0-445-20942-9 (Ledový drak, 2005)
- Wolfhelm (1990), ISBN 0-445-20966-6 (Vlčí přilba, 2006)
- Shadow Steed (1990), ISBN 0-445-20967-4 (Stínový hřebec, 2006)
- The Crystal Dragon (1993), ISBN 0-446-36432-0 (Křištálový drak, 2008)
- The Dragon Crown (1994), ISBN 0-446-36464-9 (Dračí Koruna, 2009)
- The Horse King (1997), ISBN 0-446-60353-8 (Král Koní, 2009)
- Shade (2012), (Shade, 2014)

### Zrození (Origins)
- The Shrouded Realm (1991), ISBN 0-446-36138-0 (Zahalená říše, 2007)
- Children of the Drake (1991), ISBN 0-446-36153-4 (Děti Draka, 2007)
- Dragon Tome (1992), ISBN 0-446-36252-2 (Dračí kodex, 2008)

### Legendy
- Dragon Masters (2013), (Páni Draků, 2014)
- The Gryphon Mage (2014), (Mág Gryf, 2015)
- The Horned Blade (2016) (Rohaté Ostří, 2017)

### The Dragon Throne
- *Knights Of The Frost
- *Empire Of The Wolf
- *Dragon Of The Depths

### Samostatná kniha
- Dračí stíny (vyšlo pouze v ČR, 2009), ISBN 978-80-7398-008-5

*zatím nebylo vydáno

## Hlavní příběh
V příběhu vystupují vysocí elfové, horští trpaslíci, lesní elfové (skřítci), draci, tajemná rasa ptačích lidi zvaná Pátrači a podzemní bytosti podobné pásovcům jménem Quelové. Zvláštní místo zaujímá prastará rasa Vraadů.
O jejich stopách a odkazech v Dračí říši pojednává druhá série zvaná Origins.
Hlavní postavou se v první knize stává Cabe Bedlam a později se k němu připojuje Jantarová Paní (Lady Gwendolyn). Unikátními postavami jsou míšenec Lord Gryf, prokletý čaroděj mnoha jmen bez tváře Shade a démon Temný kůň, bytost původem z nicoty.